# Vacances à Ischia
Pour plus de détails, voir Fiche technique et Distribution.
Vacances à Ischia (titre original en italien : Vacanze a Ischia) est une coproduction franco-italo - allemano -  monégasque, réalisée en 1957 par Mario Camerini.

## Synopsis
Sur l'île d'Ischia, des vacanciers, personnages stéréotypes viennent pour se détendre et profitent de leur séjour en se lançant dans des aventures sentimentales et pris malgré-eux dans des épisodes tragi-comiques.

## Fiche technique
- Titre : Vacances à Ischia
- Titre original : italien : Vacanze a Ischia
- Réalisation  : Mario Camerini
- Sujet : Leonardo Benvenuti, Piero De Bernardi
- Scénario : Leonardo Benvenuti, Mario Camerini, Piero De Bernardi, Pasquale Festa Campanile, Massimo Franciosa
- Photographie : Otello Martelli
- Montage : Giuliana Attenni
- Musique : Alessandro Cicognini
- Scénographe : Gastone Carsetti
- Costumes : Piero Tosi
- Maquillage : Alberto De Rossi
- Société de production : Bavaria-Filmkunst, Francinex, Rizzoli Film, Tohan Pictures Company
- Date de sortie :
  - France :  17 juin 1959

## Distribution
- Vittorio De Sica: ingénieur Occhipinti
- Isabelle Corey: Caterina Lisotto
- Antonio Cifariello: Antonio
- Nadia Gray: Carla Occhipinti
- Myriam Bru: Denise Tissot
- Paolo Stoppa: avocat Appicciato
- Susanne Cramer: Antonietta
- Raf Mattioli: Salvatore
- Peppino De Filippo: avocat Battistella
- Maurizio Arena: Franco
- Bernard Dhéran: Pierre Tissot
- Nino Besozzi: avocat Guido Lucarelli
- Hubert von Meyerinck: colonel Manfredi
- Laura Carli: Mme Lucarelli
- Giuseppe Porelli: Le juge
- Giampiero Littera: Benito
- Guglielmo Inglese: Chancelier
- Ennio Girolami: Furio
- Eduardo Passarelli: Gaetano
- Michele Riccardini: avocat Lojacono
- Angela Maria Lavagna: Lina Manfredi
- Arturo Criscuolo: maréchal carabinier
- Bruna Cealti:
- Marisa Merlini: